# Набари
 Набари  (јап. 名張市) град је у Јапану у префектури Мије. Према попису становништва из 2012. у граду је живело 79.799 становника.

## Становништво
Према подацима са пописа, у граду је 2012. године живело 79.799 становника.
| 1995.  | 2000.  | 2005.  |
| ------ | ------ | ------ |
| 83.010 | 80.276 | 79.799 |